# Nowa Ruda Zdrojowisko
Nowa Ruda Zdrojowisko – kolejowy przystanek osobowy w Nowej Rudzie, w dzielnicy Drogosław-Zdrojowisko; w województwie dolnośląskim, w Polsce.
Od 13 grudnia 2020 przystanek na żądanie.

## Ruch pasażerski
| Rok  | Wymiana pasażerska na dobę |
| ---- | -------------------------- |
| 2017 | 10-19                      |
| 2022 | 10-19                      |